# Brasilia Challenger 1988
Il Brasilia Challenger 1988 è stato un torneo di tennis facente parte della categoria ATP Challenger Series nell'ambito dell'ATP Challenger Series 1988. Il torneo si è giocato a Brasilia in Brasile dal 14 al 20 novembre 1988 su campi in cemento.

## Vincitori

### Singolare
Luiz Mattar ha battuto in finale  Javier Sánchez 3-6, 6-4, 7-5

### Doppio
Danilo Marcelino /  Mauro Menezes hanno battuto in finale  Ricardo Acioly /  Dácio Campos 4-6, 7-6, 7-5